# Abastenia St. Leger Eberle
Abastenia St. Leger Eberle (Webster City (Iowa), 6 de abril de 1878 – Ciudad de Nueva York, 26 de febrero de 1942) fue una escultora estadounidense. Su obra más famosa, The White Slave ("La esclava blanca"), que representa la prostitución infantil, fue un escándalo cuando fue expuesta en el Armory Show de 1913.

## Biografía
Abastenia St. Leger Eberle nació en Webster City, en el estado de Iowa. Su padre era médico y su madre música. La familia se trasladó más tarde a Kansas, después a Misuri, hasta que se establecieron en Canton (Ohio). Abastenia estudiaba para ser música profesional como su madre, pero el Dr. Eberle descubrió que tenía talento para la escultura y consiguió que uno de sus pacientes le diera clases. Después de esto, Abastenia entró en la escuela Art Students League de Nueva York.
Su primer éxito fue con la escultura Men and Bull  ("Hombres y toro"), hecha a cuatro manos con Anna Hyatt, y que expusieron el 1904 en la exposición organizada por el colectivo Society of American Artists. El 1906 fue invitada a formar parte de la National Sculpture Society, y el 1920 fue elegida para integrar la National Academy of Design como "académica asociada".
La obra de Abastenia Eberle se aproximaba bastante al Modernismo y al movimiento Nueva escultura británica. Hacía sobre todo escultura de retrato y fuentes decorativas. Una parte de su obra se expone en el MOMA de Nueva York. Aun así, se la conoce más que nada por sus obras figurativas donde combina realismo con la fantasía de las ropas y los cabellos en movimiento.

### Consagración

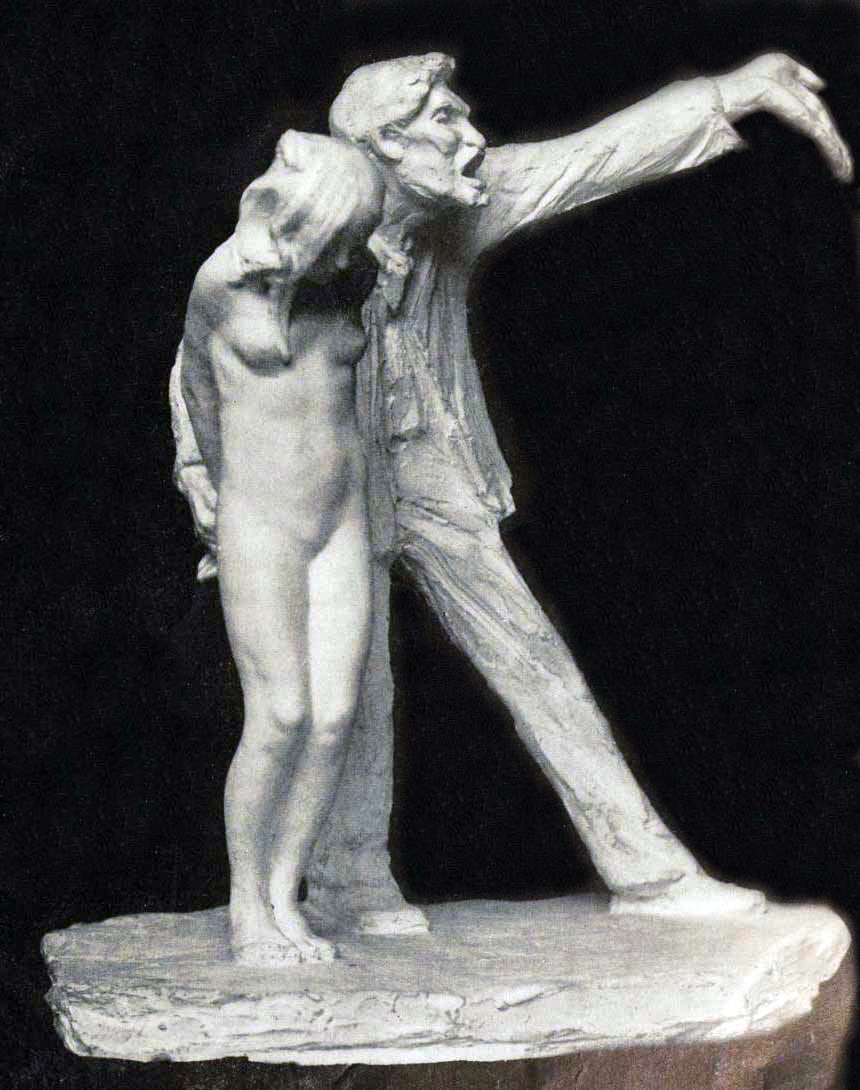
The White Slave, 1912–13

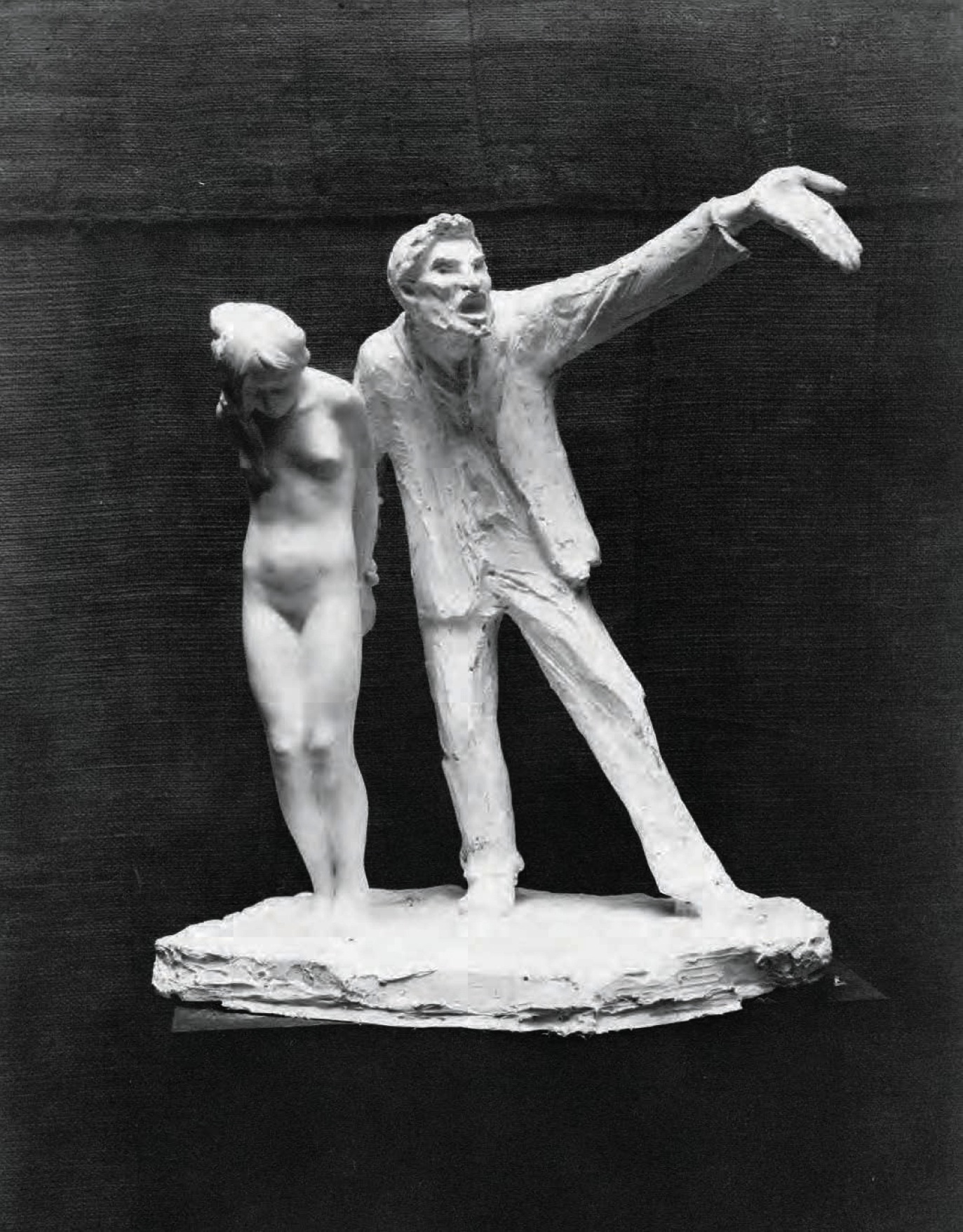
The White Slave, 1912–13

The White Slave ("La esclava blanca") fue expuesta el 1913 en el Armory Show, en Nueva York, y provocó un escándalo por la chocante combinación de realismo contemporáneo y desnudez. La escultura representa la prostitución infantil.
A raíz de este éxito, Eberle creó una serie de esculturas que representaban niños de la clase obrera del Lower East Side, a veces trabajando, a veces jugando. Decía que quería representar "la vitalidad de la población inmigrante de la ciudad". Hacia 1930 se vio forzada a marchar de la ciudad por una suma de problemas financieros y de salud, y se instaló en Westport (Connecticut).
Eberle presentó varias obras a las competiciones artísticas que se hicieron paralelamente en los Juegos Olímpicos de verano de 1928 y de 1932, pero no ganó ninguna medalla.
Algunas de sus esculturas están expuestas en la Biblioteca Juvenil Kendall, en su pueblo natal de Webster City (Iowa). Eberle creía que el arte tendría que tener una función social, de forma que los artistas "no tienen derecho a trabajar como un individualista sin ninguna responsabilidad hacia los otros. Tienen que intentar que la gente se descubra a sí misma y hacia los otros."